# Léon Delafosse
Pour les articles homonymes, voir Delafosse.
Léon Delafosse, né le 4 janvier 1874 à Paris et mort le 4 août 1951 à  Monaco, est un compositeur et pianiste français, figure artistique et mondaine de la Belle Époque.

## Biographie
Né à Paris dans un milieu modeste, Léon Delafosse pratique le piano dès l'âge de sept ans, éduqué par sa mère, une pianiste accomplie (décédée en février 1914). Son premier professeur au Conservatoire de Paris est Antoine-François Marmontel. Léon est remarqué dès l'âge de 11 ans pour un premier prix de solfège. Puis, en 1887, il s'illustre au casino de Dieppe, entre autres en interprétant une valse de Théodore Lack. Premier prix du Conservatoire cette année-là, il commence dès lors à être invité dans divers salons, dont celui d'Eugénie Vergin-Colonne en janvier 1889, puis salle Érard et au théâtre du Châtelet,, et entame une tournée en province, présenté tour à tour comme « un jeune prodige, plein de charme et au dessus de tout éloge ».
En 1891, il est lauréat d'un premier prix d'harmonie au Conservatoire, dans la classe de Théodore Dubois reprise par Albert Lavignac,.
En 1894, il devient un protégé de Robert de Montesquiou qui organise des soirées musicales ; Delafosse s'y produit entre autres aux côtés de Gabriel Fauré. Il livre alors ses propres compositions, comme Soirée d'amour (1895), Quintette des fleurs (1896), Mandolines à la passante, Cinq Fantaisies, et un Concerto (1898).

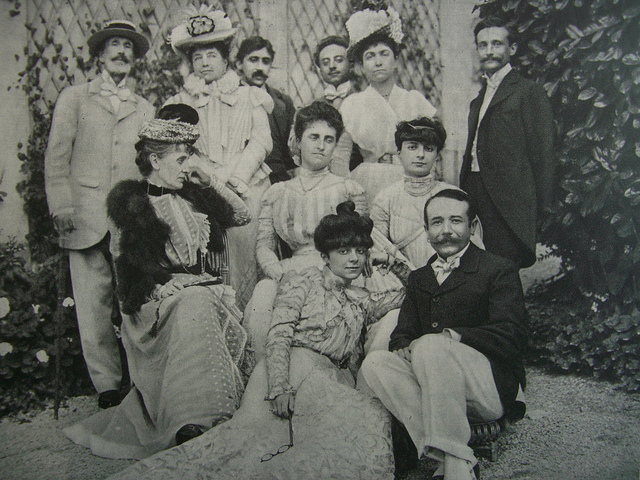
Photographie (septembre 1899) prise à la villa Bessaraba (à Amphion, près d'Évian) montrant Delafosse (debout, à droite), à côté de Jeanne Bartholini (debout) et d'Anna de Noailles (assise à droite). On aperçoit Proust au dernier rang à côté d'Edmond de Polignac (au dernier rang, à gauche, juste à côté de Mme Bartholini mère). Au premier plan, assis, Hélène de Caraman-Chimay (sœur d'Anna de Noailles) et Abel Hermant.

Vers cette même époque, peut-être par le biais de Montesquiou, il entre en relation avec Marcel Proust, mettant en musique un poème de ce dernier, intitulé Mensonges. Montesquiou et Proust prennent ensuite leurs distances avec le pianiste. Léon Delafosse a peut-être connu Marcel Proust chez son ami compositeur le comte Henri de Saussine (1859-1914).
En 1896, Delafosse donne une série de concerts à Londres, accompagné par le violoniste belge Eugène Ysaÿe, salués par la presse.
De cette époque date sans doute son portrait exécuté par John Singer Sargent. Il ne s'agit pas d'une commande, mais  plutôt d'un cadeau que Sargent lui a fait en signe d'amitié et d'admiration. Il est inscrit, en français, « à M. Léon Delafosse en souvenir affectueux ». Sargent et Delafosse n'étaient pas liés en tant que peintre et mécène, mais en tant que compagnons de piano.
Delafosse fut ensuite un protégé de Marie Frasen Frysell, épouse d'Anatole Bartholoni, invité au château de Coudrée, et se rapproche de sa fille aînée, Jeanne (1856-1943), avec laquelle il vivra.
En 1910, il compose un Prélude en do mineur qu'il dédie au pianiste australien Percy Grainger.
Reynaldo Hahn lui dédia sa composition, Feuillage, appartenant au recueil Juvelinia (1890).
Il meurt le 4 août 1951 à Monaco.

## Œuvre

### Pour piano solo
- Arabesques
- Barcarolle n°2
- Étude de concert
- 6 Études de concert
- Nocturne
- Offrandes
- Prélude en do mineur
- 20 Préludes
- Valse

### Mélodies
- Les chauves-souris, cycle de six mélodies pour voix et piano
- Quintette de fleurs, cycle de cinq mélodies pour voix et piano
- Soirs d'amour, cycle de six mélodies pour voix et piano

### Œuvres orchestrales
- Fantaisie pour piano et orchestre (avec une version pour deux pianos)